# ویشتدت
ویشتدت (به آلمانی: Wistedt) یک شهر در آلمان است که در توشتدت واقع شده‌است. ویشتدت ۱٬۷۰۵ نفر جمعیت دارد.